# 刘亚红
刘亚红（1946年—），山西平定人，中国人民解放军将领、中国人民解放军中将。 
2003年，授予中国人民解放军中将，曾任成都军区副司令员、沈阳军区副司令员。2008年起担任全国人大代表。 